# Бережна Тетяна Миколаївна
Тетяна Миколаївна Бережна  (нар. 13 листопада 1982) — українська лучниця, олімпійка.

## Життєпис
Заслуженим майстрам спорту України зі стрільби з лука, Тетяні Бережній разом з Олександром Сердюком доручили підняти Олімпійський прапор у Харківські області в 2016 році.
Служила в Збройних силах України під час російського вторгнення в Україну.

## Змагання
На етапі відбору на Гран-прі Кубку федерації стрільби з лука України та студентському чемпіонаті країни, які пройшли на лукодромі Професійно-технічного училища № 8 у Чернівцях у 2006 році, збірна харків’янок на чолі з Катериною Палехою та Тетяною Бережною не здобула медалей. За результатами відбору Тетяна вирушила на етап Гран-прі.
У фіналі стартового турніру зимового сезону Кубку України зі стрільби з лука в приміщенні, який протягом трьох днів у грудні 2011 року проходив у Львові, Юлія Захарченко, Ніна Мильченко та Тетяна Бережна виграли в збірної Чернівецької області з рахунком 231:229.
На чемпіонаті України зі стрільби з лука серед дорослих влітку 2012 року в змаганнях жіночих команд перемогла команда Харківської області — Мильченко Ніна, Коваль Вікторія, Бережна Тетяна, Захарченко Юлія.
На 49-ому міжнародному турнірі «Золота осінь-2012» зі стрільби з лука, який проходив з 9 по 15 вересня 2012 року на стрільбищі Львівської обласної організації Фізкультурно-спортивного товариства «Динамо» України, Тетяна Бережна здобула перше місце в жіночій особистій першості.
На чемпіонаті України зі стрільби з лука, що відбувався 29—31 січня 2013 року в місті Черкаси жіноча збірна Харківської області у складі Тетяни Бережної, Ніни Мильченко та Марини Веселовської не тільки здобула перемогу, а ще й встановила новий світовий рекорд, набравши 236 очок з 240 можливих.
Тетяна Бережна була найсильнішою лучницею України та переможницею відбіркового турніру на Кубок світу зі стрільби з класичного лука серед дорослих спортсменів, який відбувся у Харкові в 2013 році.
Тетяна Бережна здобула золоту медаль, перемігши суперницю з Херсонської області Анастасію Павлову у фіналі чемпіонату України зі стрільби з лука, який відбувся з 27 червня по 3 липня 2014 року у Львові та був відбірковим етапом для участі спортсменів на чемпіонаті Європи, який з 20 по 26 липня 2014 року відбувся у Вірменії.
Тетяна Бережна виборола бронзову медаль серед жінок на Кубку України зі стрільби з лука, який відбувся з 19 по 23 вересня 2014 року в місті Нова Каховка в Херсонській області. У командних змаганнях сред жінок перша команди Харківської області в складі Тетяни Бережної, Дар'ї Павліченко, Анастасії Волобуєвої завоювала срібну нагороду Кубку України.
Тетяна Бережна зайняла третє місце, поступившись Вікторії Коваль і Анастасії Волобуєвій, в особистих змаганнях в класичному луці на Всеукраїнських змаганнях зі стрільби з лука «Кубок Олімпійського чемпіона Віктора Рубана», які відбулися в Харкові з 8 по 11 січня 2015 року та були відбором на змагання вищого рангу.
На чемпіонаті України зі стрільби з луку в приміщенні, який наприкінці січня 2015 року відбувся в Сумах, Тетяна Бережна посіла четверте місце в жіночій індивідуальній стрільбі.
Вікторія Коваль, Дар'я Павліченко і Тетяна Бережна в складі команди перемогли на чемпіонаті України зі стрільби з лука в 2015 році, який проходив у Черкасах.
Перша команда Харківської області, у складі якої виступали Дар'я Павліченко, Катерина Мазорчук та Тетяна Бережна, у боротьбі за Кубок України зі стрільби з лука в приміщенні в 2015 році, який пройшов у Львові, програла в поєдинку за третє місце суперницям з команди «Львівська область-1». В особистій першості серед жінок Тетяна Бережна виборола «срібло» Кубку, програвши у фіналі суперниці з Херсонської області Анастасії Павловій з рахунком 6:2.
Харківська команда в складі Тетяни Бережної, Дар'ї Павліченко та Анастасії Волобуєвої стала срібним призером у командних змаганнях серед жінок на чемпіонаті України зі стрільби з лука в 2016 році, який пройшов у Харкові на спортивній базі спеціалізованої дитячо-юнацької спортивної школи олімпійського резерву (СДЮСШОР) зі стрільби з лука «Комунар» з 2 по 7 липня 2016 року.

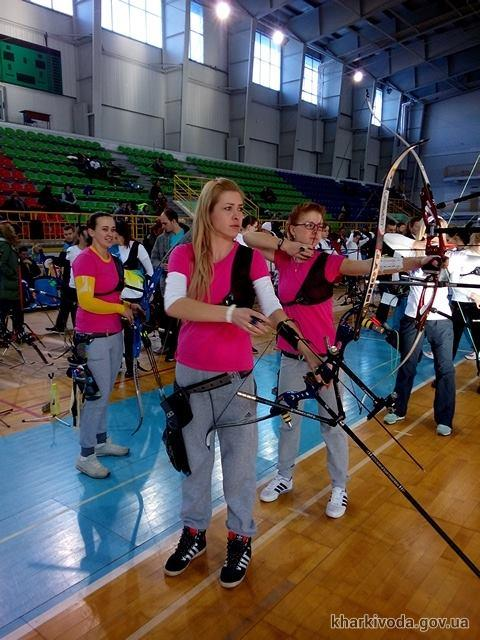
Тетяна Бережна в команді на чемпіонаті України зі стрільби з лука в приміщенні

У командних змаганнях серед жінок з класичного лука на Всеукраїнських змаганнях зі стрільби з лука в приміщенні «Кубок олімпійського чемпіона Віктора Рубана», які відбулися в харківській школі вищої спортивної майстерності з 12 по 15 січня 2017 року, в фіналі команда «Харківська область-1», у складі якої виступили Дарина Павліченко, Анастасія Волобуєва та Тетяна Бережна, перемогла з рахунком 6:0 другу команду Харківської області, у складі якої виступили Катерина Мазорчук, Анастасія Маркова, Діана Пуль. Нагороди вручав Віктор Рубан. Змагання були одним із етапів підготовки до чемпіонату України зі стрільби з лука в приміщенні, який з 26 по 30 січня відбувся в місті Суми. На ньому в командних змаганнях серед жінок команда стала чемпіонками України.
На традиційному турнірі зі стрільби з лука «Стріли Слобожанщини», який є третім етапом Кубка України, що з 24 по 27 серпня 2017 року відбувся у Харкові, в особистих змаганнях серед жінок Тетяна Бережна посіла друге місце, поступившись у фіналі 0:6 суперниці з Сумської області Поліні Родіоновій.

## Виступи на Олімпіадах
| Олімпіада  | Дисципліна | Місце |
| ---------- | ---------- | ----- |
| Афіни 2004 | особисті   | 18    |
| Афіни 2004 | командні   | 6     |
| Пекін 2008 | особисті   | 59T   |

У рамках попередніх змагань у стрільбі із лука на Олімпіаді 2008 року в жіночій збірній Тетяна Бережна зайняла 38-е місце.

## Громадська діяльність

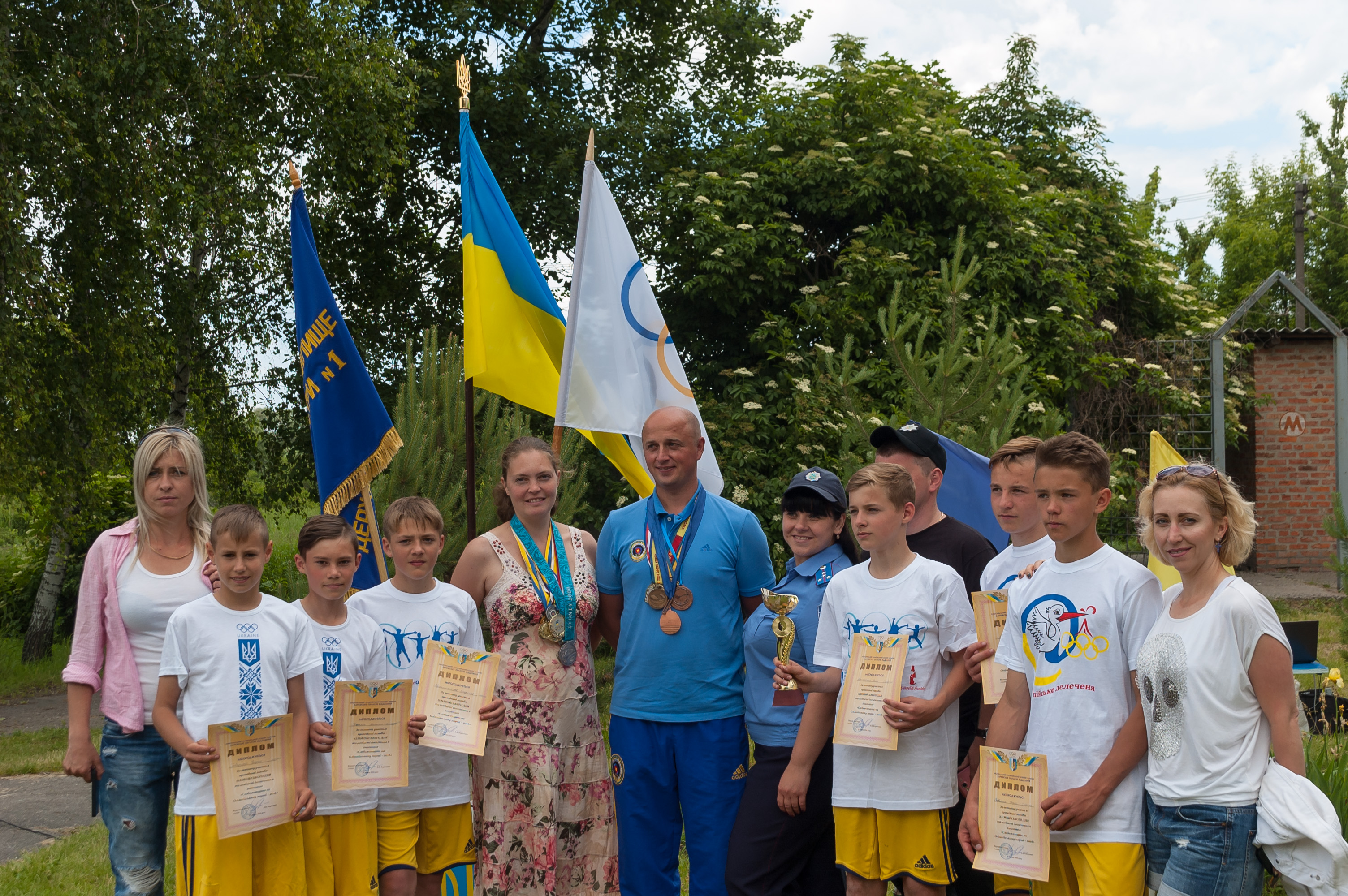
Тетяна Бережна (ліворуч) на Олімпійському дні в таборі «Чайка»

Тетяна Бережна брала участь у якості видатного спортсмена в урочистостях Олімпійського дня, проведеного 10 червня 2016 року в спортивно-оздоровчому таборі «Чайка» Харківського державного вищого училища фізичної культури № 1 до дня заснування Міжнародного олімпійського комітету.